# ホーフガイスマー
ホーフガイスマー  (ドイツ語: Hofgeismar, ドイツ語発音: [hoːfˈga͜ismar] ( 音声ファイル)) は、ドイツ連邦共和国ヘッセン州カッセル郡に属す小都市である。

## 地理
ホーフガイスマーはグレーベンシュタインとトレンデルブルクとの間、レムペ川がエッセ川に合流する河口に面しており、カッセルの北約 25 km に位置している。市域は海抜 124 m（エッセ川沿い）から 392 m（ホイベルク、テレビ塔がある）の間にあり、中核市区は平均 165 m の高さにある。

### 隣接する市町村
ホーフガイスマーは、北はトレンデルブルク、東は市町村に属さない「グーツベツィルク・ラインハルツヴァルト」、南はグレーベンシュタイン、西はリーベナウと境を接する（いずれもカッセル郡）。

### 市の構成
ホーフガイスマーには、中核市区の他、以下の市区が属している。
- ザーバブルク
- ベーバーベック
- カールスドルフ
- フリードリヒスドルフ
- ホムブレッセン
- ヒュンメ
- ケルツェ
- シェーネベルク

## 歴史
考古学的な出土品は市域内に、約 700 年前から継続的に定住地があったことを示している。
ホーフガイスマーは、マインツ大司教ジークフリート1世の文書中、1082年に Hovegeismari として記録されている。当時すでに300年前に設立された「賦役農場」(Fronhof) が存在していた。これは現在まで通りの名前 (Am Fronhof) に残されている。9世紀末以降、「Hof Geismar」はキリスト教化されたフランク人領主に属し、寄進によってマインツ大司教領となったのである。
「Hove Geismari」入植地は、1223年にマインツ大司教領ジークフリート2世によって都市権を授けられた。その後、すぐにこの街は教区の中心地に発展していった。旧市街の聖母マリアに捧げられたリーベフラウ教会に、教会参事会とともに助祭長区が設けられた。ディーメル川流域、あるいはヴェーザー川上流域におけるマインツ大司教の世俗権力は、12世紀初めにすでに建設されていた近隣の防衛城砦シェーネベルク城にも及んだ。現在に至るまで市の紋章に描かれている、輪の意匠「マインツァー・ラート」（マインツ大司教の紋章）が当時をしのばせる。

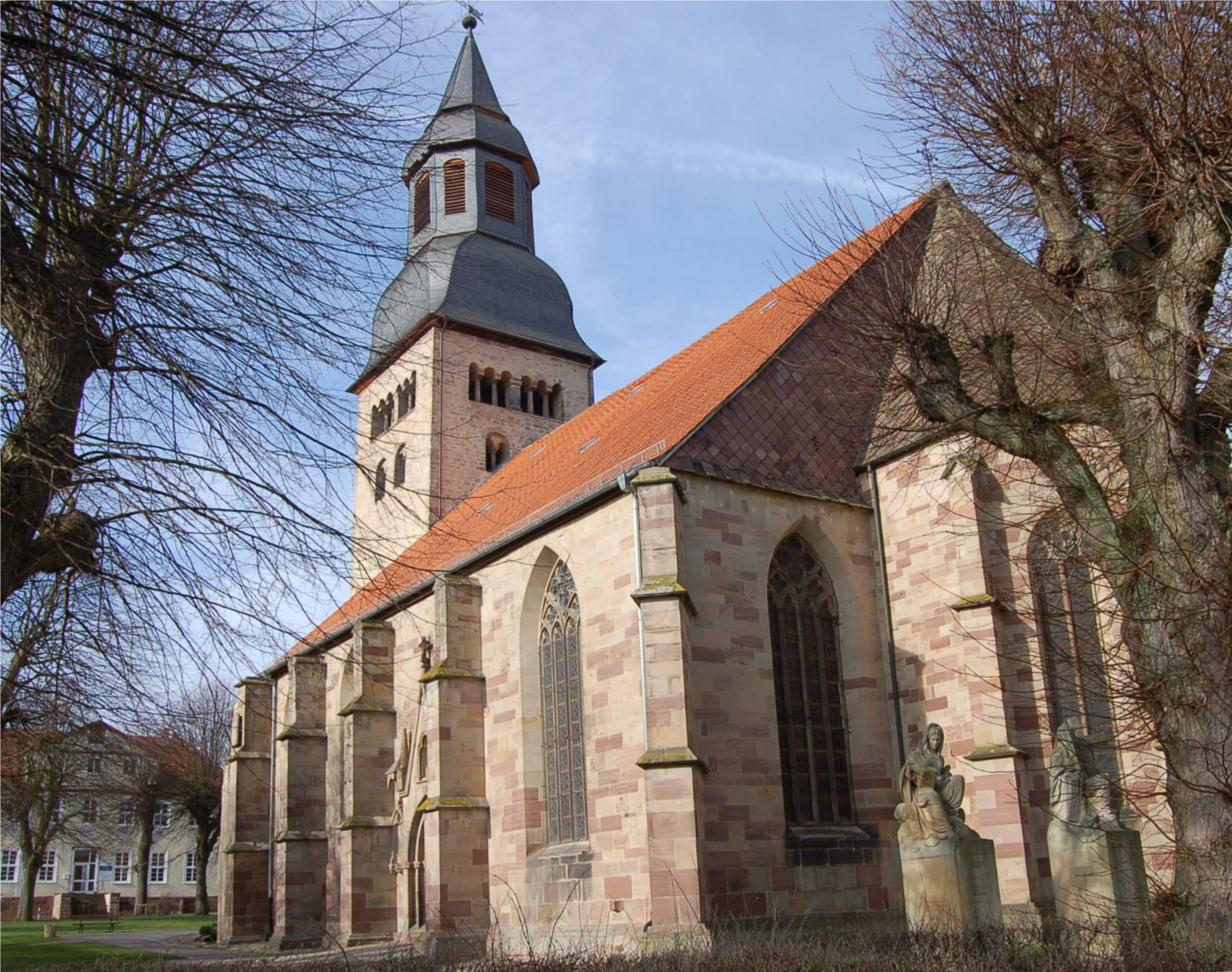
現在のアルトシュテッター教会

13世紀の都市の創成期には、確立した領主家（ザーラ家）の所領の他に、修道院や司教座教会首席司祭の建物およびアルトシュタット、ノイシュタット、ペトリシュタットといった入植地があったことが証明されている。この頃から、市庁舎のヴォールトやアルトシュテッター教会の塔（防衛塔）、現存する都市防衛施設の一部が造られた。この防衛施設は、内部に通路を持つ高さ約 5 m の壁とその前に横たわる堀からなる。
13世紀には現在のザーバブルク区の城も建設された。ヘッセン方伯ヴィルヘルム1世は1490年以降、この城を狩りの城と馬の飼育場に改築した。1571年、ヴィルヘルム4世はザーバブルク城の麓にザーバブルク動物園を創設した。これはヨーロッパで最初の動物園の一つであった。
マインツ大司教フェーデ（1461年 - 1463年）の間、1462年に、ホーフガイスマーは教皇によって任命されたマインツ大司教ディーター・フォン・イーゼンブルクへの忠誠心のために、新しい大司教アドルフ2世フォン・ナッサウと結んだヘッセン方伯ルートヴィヒ2世による何週間にもわたる包囲を耐えなければならなかった。同様に包囲されたシェーネベルク城が最初に陥落した。その後包囲軍は近隣を略奪し、城山の建物を瓦礫になるまで砲撃した。
大司教フェーデの戦争責任のために、アドルフ2世は1462年にディーメル川とヴェーザー川との間のマインツ司教領をルートヴィヒ2世に担保として差し出さねばならなかった。これによりホーフガイスマーもヘッセン領となった。市民は、大司教の自由に処分できる質草となることに対して抵抗したが、方伯はこの都市を軍事的に屈服させた。方伯フィリップ1世の下、ヘッセンはホムベルク教会会議の後プロテスタント化された。司教座聖堂参事会やフランチェスコ会修道院は廃止された。フィリップの死後、遺産分与によってホーフガイスマーは年長の息子ヴィルヘルム4世 が治めるヘッセン＝カッセル方伯領に属すこととなった。1582年の、ヴィルヘルム4世と新しいマインツ大司教ヴォルフガング・フォン・ダルベルクとの間のメルラウアー協定後、最終的にヘッセン＝カッセル方伯への所属が確定した。
三十年戦争以前のホーフガイスマーの人口は約 2,500 人であった。この街の現存する木組み建築の一部は17世紀のものである。三十年戦争の混乱下でホーフガイスマーもひどく損害を受けた。まず、1623年から約7年半にわたり、ティリー将軍の歩兵、騎兵、砲兵が占領軍としてこの街に駐留した。1635年にスウェーデン軍がホーフガイスマーを奪取した。1637年8月31日の攻撃は、騎士長ハンス・エレンベルガーが率いるヘッセン守備隊と住民自身によって防衛に成功した。1642年と1647年にこの街は新たな略奪を受けた。人口は戦争前の約1/3に減少した。

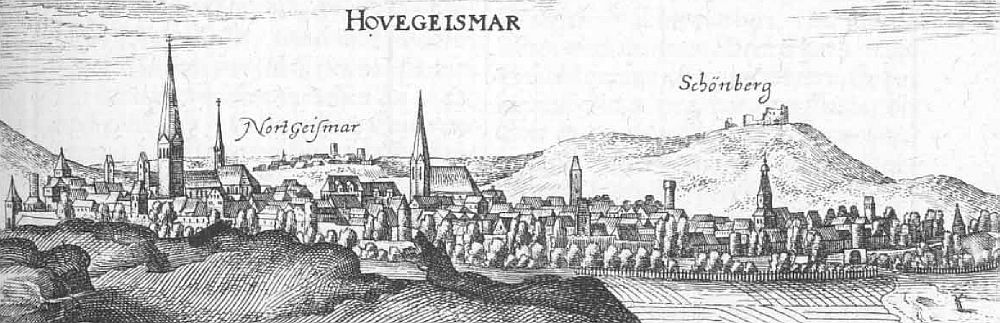
マテウス・メーリアンの銅版画に描かれた1655年頃のホーフガイスマー

カール方伯は、17世紀後半にホーフガイスマーにもフランスからの宗教難民（ユグノー派）を定住させた。彼らは、1685年にフォンテーヌブローの勅令によってフランスでの信仰の自由が失われた後、故郷を喪失したのであった。1698年にルイ14世の命令により追放されたユグノー派やヴァルド派の信者もここに新たな故郷を見いだした。ホーフガイスマーでは1686年2月22日にフランス改革派の組織が創設された。その後、カールスドルフ（1686年）、ケルツェとシェーネベルク（ともに1699年）、フリードリヒスドルフ（1775年）といった周辺のユグノー派の入植地でも同様の組織が設立された。
ホーフガイスマーのノイシュテッター教会では、ドイツ改革派の祭事とともに、フランス改革派の祭事も執り行われた。フランス改革派の初代の牧師 David Clément は1725年1月29日にホーフガイスマーで亡くなった。ノイシュテッター教会の記念板が彼を顕彰している。
1470年にはすでにホーフガイスマーで数人のユダヤ教徒が史料に記録されている。ホーフガイスマーのユダヤ教組織は、18世紀後半には存在が裏付けられる。1764年にペトリプラッツ/ロッゲンハーゲン地区にシナゴーグが建設された。初めは、ヘッセン＝カッセル方伯領の全ユダヤ人組織に属した。1783年時点のホーフガイスマーのユダヤ人組織は107人の構成員があった。この数は1861年まで増加を続け、219人となった。

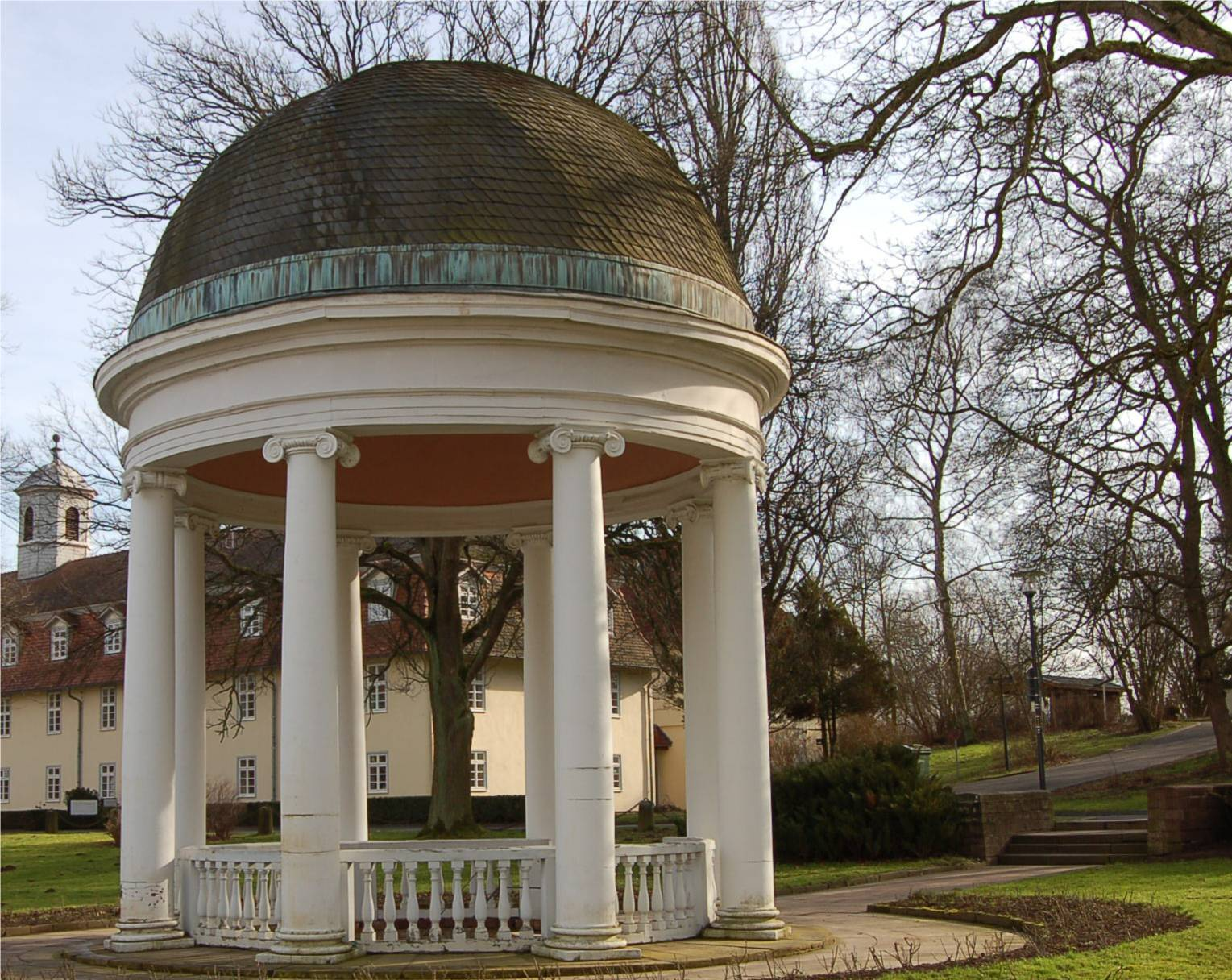
ゲズントブルンネンの源泉

18世紀にホーフガイスマーはゲズントブルンネン区を有することで温泉町となった。源泉の周囲に建つ建物が現在もそれをしのばせる。三十年戦争の時代、すでにゲズントブルンネンの源泉は負傷した兵士に発見され、治療効果をもたらすことが期待されていた。1787年から1789年に Simon Louis du Ry の設計に基づいて建設された古典主義建築のシェーンブルク城（ゲズントブルンネン公園内にある）は、元々はヘッセン＝カッセル方伯ヴィルヘルム9世（1803年以降はヘッセン選帝侯ヴィルヘルム1世）の夏の居城として建てられたもので、現在はホーフガイスマー福音派アカデミーが入居している。福音派アカデミーの建物の他、現在ゲズントブルンネンには、特に老人・養護施設が建っている。
七年戦争は、ホーフガイスマーに甚大な経済的損害をもたらした。特に1760年から1762年のディーメル川沿いの陣地線の影響が大きかった。イングランドに金で雇われたヘッセン軍はフランスと戦った。
1808年からホーフガイスマーは、フランスの支配下で創設された、ナポレオン・ボナパルトの末弟ジェローム王が治めるヴェストファーレン王国に属した。ライプツィヒの戦い以後、この人工的な国家の飛び地は廃止されヘッセン＝カッセル方伯領が再興された。選帝侯ヴィルヘルム2世とその息子フリードリヒ・ヴィルヘルム1世の下、1844年からフリードリヒ＝ヴィルヘルムス北線の建設が始まった。この鉄道はカールスハーフェンからカッセルを経由してベベーブラまでを結んでいた。軍事都市であり郵便の宿駅であったホーフガイスマー近郊には1848年にこの新しい路線のための駅が設けられた。また、もう一つの駅が現在のヒュンメ区に造られた。フリードリヒ＝ヴィルヘルムス北線はヘッセン選帝侯領初の鉄道路線であった。1848年3月30日にグレーベンシュタイン - ヒュンメ - カールスハーフェン間のいわゆるカールス鉄道が開通した。これはカッセルからヴェーザー川の港（カールスハーフェン）までを結ぶ唯一の路線であった。1866年にヘッセン選帝侯領がプロイセンに併合された後、フリードリヒ＝ヴィルヘルムス北線はヘッセン北線と改名された。
ヘッセン＝カッセル方伯は、1866年に廃止された。普墺戦争の結果、プロイセンによって併合されたのである。これによりホーフガイスマー市もプロイセンのものとなった。また、国営温泉バート・ゲズントブルンネンは廃止された。
1885年から1892年のマイエルシュ百科事典第4版はホーフガイスマー市について「プロイセンのカッセル県に属す郡庁所在地エッセ川とプロイセン国営鉄道シュヴェルテ＝カッセル線沿いに位置しており、2つのプロテスタント教会、区裁判所、6年制実科ギムナジウム、書籍と石版の印刷所、麦芽工場、蒸留酒製造所、化学会社、木工所、レンガ工場、軍事製品工場、大きな森があり、駐屯兵（竜騎兵第5連隊）を含む主にプロテスタントの住民4343人が住む。」と記している。
ホーフガイスマーに駐留したヘッセン近衛軽騎兵は、1867年の軽騎兵第13連隊にその起源を持つ。1875年からは竜騎兵第5連隊、後に竜騎兵連隊「マントイフェル男爵」と称した。

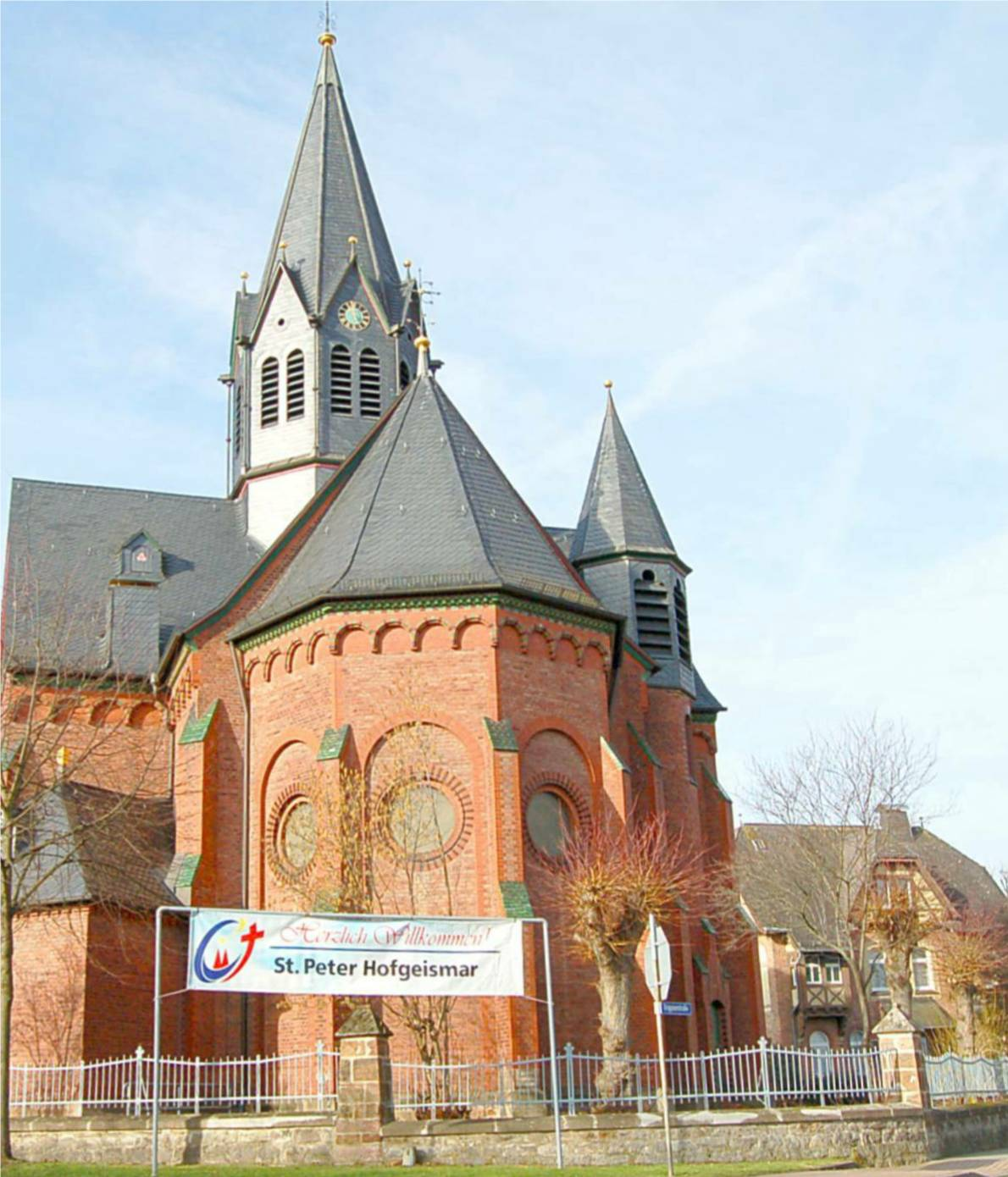
聖ペトリ教会

プロテスタントに深く帰依したこの街で、カトリック教会は1892年に創設された。カトリックの聖ペトリ教会の建設は1897/1898年に完成した。この教会が初めはニーデマイザー通りの家に礼拝堂を設けていたというのは根拠に乏しい。カトリックの司祭館は1906年に建造された。それ以前、19世紀後期にはすでにアルトシュテッター教会（旧市街教会）で、カトリックの駐留兵士や市民のための祭事が行われていた。第二次世界大戦後には、多くの難民（特に、いわゆるズデーテン地方から追放された人々）によってカトリック住民の人口は大きく増加した。1948年には旧ホーフガイスマー郡に22,000人の信者を数えた。
1868年の集計によればホーフガイスマーの人口は 3,708 人（このうち軍人が 750 人）であったが、1906年には 4,600 人に増加した。
国家社会主義の時代、ホーフガイスマーも市史に汚点を遺している。早くも1930年9月14日の選挙でNSDAPがこの市の第2政党となった。突撃隊（第86突撃隊）は駅前通り（後にアドルフ・ヒトラー通りと改名）に近いフュルステンヴェクの建物に集会所を有していた。プロテスタント系新聞「カッセラー・ゾンタークブラット」の1933年4月9日付けの記事によれば、新しく選出された市議会は、ラントヴィルト・ロムフ (NSDAP) をホーフガイスマーの市行政責任者として選出した。さらに1934年5月13日のゾンタークブラットの記事は、NSDAP地方支部指導者のレッデがホーフガイスマーの新市長に選出されたと報じている。
クアヘッセン大管区においても社会民主党員や共産党員が、新たな権力者によって迫害されたが、ユダヤ人に対してはとくに熾烈であった。1764年に建造されたホーフガイスマーのシナゴーグは1938年11月9日から10日にかけての夜（水晶の夜）に完全に破壊された。ホーフガイスマー市立博物館のホームページで、ナチスの時代に犠牲になった、ホーフガイスマー市、旧ホーフガイスマー郡、旧カッセル郡、旧ヴォルフハーゲン郡出身の453人のユダヤ人の名前、生年、没年を知ることができる。
ホーフガイスマー市民にとっての第二次世界大戦は1945年のアメリカ軍入城によって終結した。
1821年から1972年までホーフガイスマーは、ホーフガイスマー郡の郡庁所在地であった。ヘッセン州の地域再編に伴い、1970/1971年に、それまで独立した町村であったベーバーベック（ザーバブルクを含む）、カールスドルフ、フリードリヒスドルフ、ホムブレッセン、ヒュンメ、ケルツェ、シェーネベルクがホーフガイスマーに合併した。

## 行政

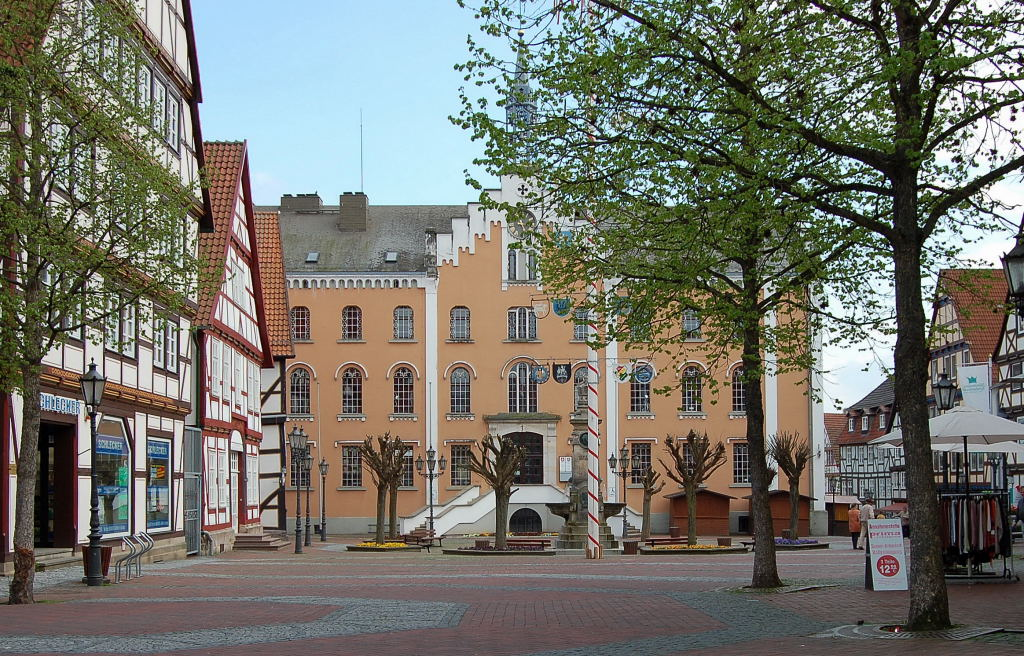
ホーフガイスマー市庁舎

### 市議会
ホーフガイスマー市の市議会は、37議席からなる。

### 市長
市長はマルクス・マンスバート (SPD) である。

### 姉妹都市
- ポン＝タヴァン（フランス、フィニステール県）1972年
- ローゼナウ・アム・ヘンクストパス(Rosenau_am_Hengstpaß)（オーストリア、オーバーエスターライヒ州）1983年
- Maringues（フランス、ピュイ＝ド＝ドーム県）1984年
- バート・ブランケンブルク(Bad_Blankenburg)（ドイツ、テューリンゲン州）1990年

### 紋章
ホーフガイスマーの紋章は赤地に、銀のゴシック様式の建築構造物と、その下に銀の輪が描かれている。この「マインツの輪」はこの街が1462年までマインツ大司教領に属していたことを示している。

## 文化と見所

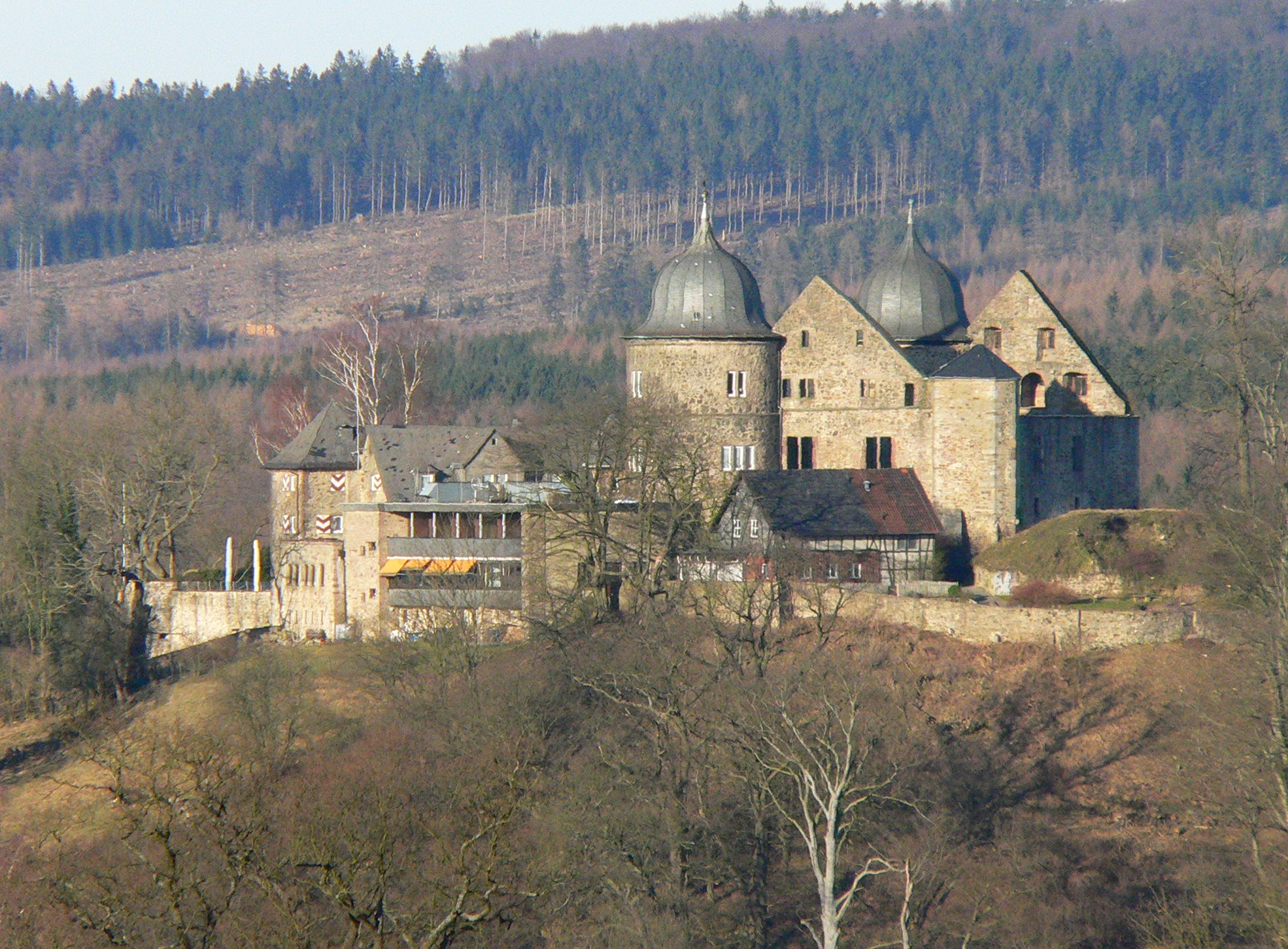
いばら姫の城とされるザーバブルク城

### 見所
この街の見所は、たとえば以下のものがある。
- アルトシュテッター教会（旧市街教会）、12 - 14世紀の建築
- 数多くの木組みの家
- ノイシュテッター教会（新市街教会）、1341年から1421年の建築
- 市庁舎、14世紀に建造され、19世紀に増改築がなされた。
- ザーバブルク城趾、隣接するラインハルトの森の中にあり、ザーバブルク動物園を併設している。近隣のザーバブルク原始林は有名なハイキング地である。
- ゲズントブルンネンの公園、シェーンブルクの小城館（現在は福音派アカデミー）がある。
- 街の北にあるシェーネベルク山にあるシェーネベルク城趾
- 13世紀の「石造りの家」（現在は、薬局博物館）

さらにホーフガイスマーは、ハーナウからブレーメンに至るドイツ・メルヘン街道に面している。
- アルトシュテッター教会前の木組みの家
- ノイシュテッター教会
- ザーバブルク動物園
- ホーフガイスマー小城館

## 経済と社会資本

### 交通

#### 道路
ホーフガイスマーは、カッセルから北に約 25 km の連邦道 B83号線沿いに位置する。約 20 km 離れた場所を連邦アウトバーンA44号線が走っている。

#### 旅客交通
ホーフガイスマー駅は、鉄道ヴァーブルク - ホーフガイスマー - カッセル線（フリードリヒ＝ヴィルヘルムス北線）に面しており、レギオトラム RT3路線とレギオナルエクスプレス 17番路線（ザウアーラントエクスプレス、カッセル＝ヴィルヘルムスヘーエ - ハーゲン中央駅間）が運行している。カッセル中央駅からはレギオトラムで約 30 分、レギオエクスプレスで 20 分である。
ホーフガイスマーには密な市バス網があり、各地方から様々なバス路線が乗り入れるバスステーションがある。
ホーフガイスマーは北ヘッセン交通連盟に属す。

### 地元企業
- AKGグループ（冷却器、熱交換器製造）
- Wiking Schlauchboote（インフレータブルボート製造）

### 教育
ホーフガイスマーには、2つの敷地を持つ基礎課程学校が1校（ヴュルフェルトゥルムシューレ）、学習困難児童のための学校が1校（ビュルダー・グリム・シューレ）、総合学校が1校（グスタフ・ハイネマン・シューレ）、職業学校が1校（ヘルヴィヒ・ブランケルツ・シューレ）とギムナジウム上級学年校が1校（アルベルト・シュヴァイツァー・シューレ）ある。さらに音楽学校と市民大学もある。

## 人物

### 出身者
- ヴィルヘルム・キンケルフュス（1827年 - 1884年）天文学者、気象学者
- ナタリー・フォン・エシュストルート（1860年 - 1939年）作家
- ヘルマン・レックナーゲル（1892年 - 1945年）第二次世界大戦当時の歩兵隊大将

## 引用
1. ↑  Hessisches Statistisches Landesamt: Bevölkerung in Hessen am 31.12.2023 (Landkreise, kreisfreie Städte und Gemeinden, Einwohnerzahlen auf Grundlage des Zensus 2011)]
2. ↑  Max Mangold, ed (2005). Duden, Aussprachewörterbuch (6 ed.). Dudenverl. p. 407. ISBN 978-3-411-04066-7
3. ↑  Karl E. Demandt, Fritzlar in seiner Blütezeit (pp. 26-27), Trautvetter & Fischer Nachf., Marburg und Witzenhausen 1974, ISBN 3-87822-051-0
4. ↑  市議会議員選挙の結果
5. ↑  小澤俊夫、石川春江、南川三治郎『グリム童話のふるさと』新潮社（1986年）pp68 -73